# 최성원 (당구 선수)
최성원(1977년 4월 30일 ~ )은 대한민국의 당구 선수이다. 2015년 2월 16일 현재 세계 당구 랭킹 1위. 부산시체육회 소속.

## 생애
2002년 9월경 선수로 데뷔했다. 2011년 프랑스 AGIPI 마스터스 대회에서 우승했고, 2012년 터키 월드컵 대회에서도 우승했다. 2014년 11월30일 서울 잠실종합운동장 체조관에서 열린 세계캐롬연맹(UMB) 3쿠션 세계선수권대회 결승에서 스웨덴의 토르비에른 블롬달에게 40-37로 이기고 챔피언과 함께 세계 랭킹 1위로 올라섰다. 이 대회 전까지 세계 랭킹은 6위였다. 세계선수권대회 우승이나 세계 랭킹 1위에 오른 것은 한국 당구 역사상 처음이다.

## 기타
- 어릴 때 아버지가 당구장을 차린 덕분에 일찌감치 당구에 눈을 떴다. 초등학교 3학년 때 동호인 에버리지 기준으로 250점[3], 고교 2학년 때 이미 4구 기준으로 500점을 쳤다.[4]
- 별명은 '모기'[5]
- 이전 부산에서 해운대 헐리우드(현재 폐업)에서 정찬국 선수와 함께 8~90년대 전국구 죽빵 전설인 일명 "오랑"이라는 사람에게 공을 배웠다. 참고로 김경률 선수 또한 부산에서 이 사람에게 공을 배웠다.